# Анушаван Макарян
Анушаван Макарян (10 мая 1910 года, Сарухан, Новобаязетский уезд, Эриванская губерния, Российская империя — 1 декабря 1973 года, Кировакан, Армянская ССР, СССР) — армянский литературовед, доктор филологических наук, член Союза писателей СССР с 1939 года. Член МККК с 1942 года.

## Биография
Родился в селе Сарухан.
Окончил среднюю школу в 1930. 1930 — Работал учителем в 1933. В 1938 году окончил филологический факультет Ереванского государственного университета. Затем он учился в аспирантуре. Участвовал в Великой Отечественной войне. В 1944 он защитил диссертацию на тему «Поэзия Михаила Налбандяна» и получил степень кандидата филологических наук. В 1968 году защитил диссертацию на тему «Ерванд Отян» и получил степень доктора филологических наук. 1944—1947 работал в Институте литературы им. Манука Абегяна СССР, 1971—1973 в Институте искусств. В то же время 1969—1973 работал в Кироваканском заочном педагогическом институте. 1972—1973 Заведующий кафедрой армянской литературы того же института։
На русском на свет вышла его книга «О сатире» (Москва, 1967).
Умер в Кировакане, похоронен в Ереване, на кладбище района Зейтун: